# Дитерсбург
Дитерсбург (њем. Dietersburg) општина је у њемачкој савезној држави Баварска. Једно је од 31 општинског средишта округа Ротал-Ин. Према процјени из 2010. у општини је живјело 3.135 становника. Посједује регионалну шифру (AGS) 9277114.

## Географски и демографски подаци
Дитерсбург се налази у савезној држави Баварска у округу Ротал-Ин. Општина се налази на надморској висини од 427 метара. Површина општине износи 55,1 km². У самом мјесту је, према процјени из 2010. године, живјело 3.135 становника. Просјечна густина становништва износи 57 становника/km².